# Atac în bibliotecă (film)
Atac în bibliotecă este un film românesc din 1993 regizat de Mircea Drăgan. Rolurile principale au fost interpretate de actorii Șerban Ionescu, Cezara Dafinescu și George Motoi. Este ecranizarea unui roman omonim din 1983 scris de George Arion.

## Rezumat
Andrei Mladin (Șerban Ionescu) este un tânăr ziarist de investigații la Flacăra, un tip glumeț animat de dorința de a face dreptate. El este îndrăgostit de Mihaela Comnoiu (Cezara Dafinescu). Pentru incriminarea sa, sunt comise două crime în apartamentul acestuia. Cu ajutorul poliției, dar și prin propriile cercetări, Andrei descoperă criminalul în persoana lui Matei, un traficant de bijuterii și monede vechi. Acesta dorește răzbunare pentru demascarea din urmă cu zece ani făcută de Andrei. Matei a realizat transferuri ilegale de bunuri peste graniță cu ajutorul mamei Mihaelei. Rudele logodnicei sale, Mihaela, au încercat și ele să-l despartă angajând chiar și trei bătăuși.

## Distribuție
- Șerban Ionescu — Andrei Mladin, un tânăr ziarist de investigații la Flacăra
- Cezara Dafinescu — Mihaela Comnoiu, pianistă, iubita lui Andrei Mladin
- George Motoi — mr. Buduru, ofițer de poliție, o cunoștință mai veche a lui Andrei Mladin
- Dina Cocea — Magda Comnoiu (n. Hasnaș), mama Mihaelei, fostă arheoloagă
- Jean Constantin — „Bombă”, spărgător salvat de la închisoare de Andrei Mladin, angajat la o întreprindere de electroaparataj
- Eugenia Bosânceanu — Maria, soția bătrânului Valentin Badea
- Ștefan Tapalagă — Valentin Badea, bătrânul care lucrează în vila fam. Comnoiu
- Alexandru Bindea — lt. Pahonțu, ofițer de poliție
- Rodica Popescu Bitănescu — soția traficantului Grigore Prislop
- Zephi Alșec — prof. dr. Paul Comnoiu, profesor de medicină, tatăl Mihaelei (menționat Zefi Alșec)
- Eugen Ungureanu — Marian Sulcer, actor, prieten și pretendent al Mihaelei
- Cristian Irimia — Matei Hasnaș, vărul Mihaelei, fost traficant de antichități
- Dorina Done — verișoara lui Matei Hasnaș
- Eusebiu Ștefănescu — ing. Ion Parfenie, fostul logodnic al Mihaelei
- Magda Catone — duduia Margareta, vecina lui Andrei Mladin
- Mihai Ciucă — Haralambie Necșulescu, fotoreporter la ziarul Flacăra, colegul lui Andrei Mladin
- Florin Busuioc — polițistul care-l supraveghează pe Mladin
- Mihai Vasile Boghiță — Ion Pandele, fost traficant de antichități
- Ion Albu — bătăușul lui Andrei Mladin
- Ion Chelaru — directorul ziarului Flacăra (nemenționat)

## Primire
Filmul a fost vizionat de 23.413 de spectatori în cinematografele din România, după cum atestă o situație a numărului de spectatori înregistrat de filmele românești de la data premierei și până la data de 31 decembrie 2014 alcătuită de Centrul Național al Cinematografiei. Călin Căliman consideră că Mircea Drăgan a „clacat” cu acest film.

## Trivia
Actrița  Cezara Dafinescu  are o apariție nud în acest film.